# Stefano Olaya
Aldo Stefano Olaya Maker (Callao, Perú, 6 de junio de 2003) es un futbolista profesional peruano que juega de extremo izquierdo y su equipo actual es Universidad César Vallejo de la Liga 2 de Perú.

## Carrera
Formado en las inferiores de la Academia Deportiva Cantolao, llegó al Club Universidad César Vallejo en 2022, para el equipo de reserva. Hizo su debut profesional un año siguiente, precisamente el 6 de febrero de 2023, en el empate ante Alianza Atlético, válido por el Torneo Apertura. Tras ello, Sebastián Abreu lo hizo debutar en un torneo internacional, por Copa Sudamericana el 18 de marzo de 2021, enfrentando a Deportivo Binacional en Lima. 
Olaya también disputó varios partidos amistosos con la selección peruana sub-20, cuando Gustavo Roverano era el DT, destacó ante los similares de Chile y Paraguay, anotando un gol en ambos encuentros. 

## Estadísticas

### Clubes
| Club                             | Div           | Temporada     | Liga  | Liga  | Liga   | Copas nacionales | Copas nacionales | Copas nacionales | Torneos internacionales | Torneos internacionales | Torneos internacionales | Total | Total | Total  |
| Club                             | Div           | Temporada     | Part. | Goles | Asist. | Part.            | Goles            | Asist.           | Part.                   | Goles                   | Asist.                  | Part. | Goles | Asist. |
| -------------------------------- | ------------- | ------------- | ----- | ----- | ------ | ---------------- | ---------------- | ---------------- | ----------------------- | ----------------------- | ----------------------- | ----- | ----- | ------ |
| Universidad César Vallejo · Perú | 1.ª           | 2023          | 20    | 2     | 1      | —                | —                | —                | 4                       | 1                       | 0                       | 24    | 3     | 1      |
| Universidad César Vallejo · Perú | 1.ª           | 2024          | 5     | 1     | 0      | —                | —                | —                | 2                       | 0                       | 0                       | 7     | 1     | 0      |
| Universidad César Vallejo · Perú | Total club    | Total club    | 25    | 3     | 1      | 0                | 0                | 0                | 6                       | 1                       | 0                       | 31    | 4     | 1      |
| Total carrera                    | Total carrera | Total carrera | 25    | 3     | 1      | 0                | 0                | 0                | 6                       | 1                       | 0                       | 31    | 4     | 1      |
| 1. 2. 3.                         |               |               |       |       |        |                  |                  |                  |                         |                         |                         |       |       |        |